# Kabinett Strauß II
Das Kabinett Strauß II bildete vom 27. Oktober 1982 bis zum 30. Oktober 1986 die Staatsregierung des Freistaates Bayern.
| Amt                                    | Name                                         | Partei | Staatssekretäre                                   |
| -------------------------------------- | -------------------------------------------- | ------ | ------------------------------------------------- |
| Ministerpräsident                      | Franz Josef Strauß                           | CSU    | Edmund Stoiber Leiter der Staatskanzlei           |
| Stellvertreter des Ministerpräsidenten | Karl Hillermeier                             | CSU    | –                                                 |
| Inneres                                | Karl Hillermeier                             | CSU    | Franz Neubauer bis 17. Juli 1984 Heinz Rosenbauer |
| Justiz                                 | August Richard Lang                          | CSU    | Wilhelm Vorndran                                  |
| Finanzen                               | Max Streibl                                  | CSU    | Albert Meyer                                      |
| Wirtschaft und Verkehr                 | Anton Jaumann                                | CSU    | Georg Freiherr von Waldenfels                     |
| Ernährung, Landwirtschaft und Forsten  | Hans Eisenmann                               | CSU    | Simon Nüssel                                      |
| Landesentwicklung und Umweltfragen     | Alfred Dick                                  | CSU    | Max Fischer                                       |
| Unterricht und Kultus                  | Hans Maier                                   | CSU    | Mathilde Berghofer-Weichner                       |
| Arbeit und Sozialordnung               | Fritz Pirkl bis 17. Juli 1984 Franz Neubauer | CSU    | Heinz Rosenbauer bis 17. Juli 1984 Gebhard Glück  |
| Bundesangelegenheiten                  | Peter Schmidhuber                            | CSU    | –                                                 |